# 11887 Echemmon
11887 Echemmon eller 1990 TV12 är en trojansk asteroid i Jupiters lagrangepunkt L5. Den upptäcktes 14 oktober 1990 av de båda tyska astronomen Freimut Börngen och Lutz D. Schmadel vid Tautenburg-observatoriet. Den är uppkallad efter Echemmon i den grekiska mytologin.
Asteroiden har en diameter på ungefär 31 kilometer och den tillhör asteroidgruppen Gefion.